# Campeonato Paranaense de Futebol de 1999
O Campeonato Paranaense de Futebol de 1999 foi a 85° edição do campeonato estadual do Paraná, uma competição organizada pela Federação Paranaense de Futebol. Entre março e julho daquele ano, teve o Coritiba como campeão, o vice-campeonato ficou com o o Paraná Clube, alem de conquistar pela trigésima vez o campeonato, o campeão ainda teve o artilheiro Cléber Eduardo Arado, com onze gols . nesta temporada teve a disputa pela primeira vez do Malutrom, residente na cidade de São José dos Pinhais, a equipe do Ponta Grossa Esporte Clube, agregou-se a outra equipe da cidade de Ponta Grossa, o Operário Ferroviário Esporte Clube, e jogaram como Operário/Ponta Grossa. o azulão Iraty Sport Club, e o japonesinho, a Sociedade Esportiva Matsubara foram despromovidos.
A média de público deste campeonato ficou em 3.405 pagantes.

## Participantes
| Equipe                          | Cidade               | Região                            | No ano anterior                                                            | Estádio                             | Capacidade | Títulos                                | Participações |
| ------------------------------- | -------------------- | --------------------------------- | -------------------------------------------------------------------------- | ----------------------------------- | ---------- | -------------------------------------- | ------------- |
| Coritiba Foot Ball Club         | Curitiba             | Região Metropolitana de Curitiba  | Vice Campeão                                                               | Estádio Major Antônio Couto Pereira | 38.000     | 29 (último em 1989)                    | 76            |
| Clube Atlético Paranaense       | Curitiba             | Região Metropolitana de Curitiba  | Campeão                                                                    | Pinheirão                           | 35.000     | 17 (último em 1998)                    | 66            |
| Sociedade Esportiva Matsubara   | Cambará              | Microrregião de Jacarezinho       | Nono Lugar                                                                 | Estádio Gustavo Nunes Diniz         | --         | 0 (não possui)                         | 23            |
| Apucarana Atlético Clube        | Apucarana            | Microrregião de Apucarana         | Quinto Lugar                                                               | Estádio Bom Jesus da Lapa           | 11.000     | 0 (não possui)                         | 18            |
| União Bandeirante Futebol Clube | Bandeirantes         | Microrregião de Cornélio Procópio | Oitavo Lugar                                                               | Estádio Comendador Luís Meneghel    | 10.000     | 0 (não possui)                         | 33            |
| Paraná Clube                    | Curitiba             | Região Metropolitana de Curitiba  | Terceiro Lugar                                                             | Estádio Durival Britto e Silva      | 17.000     | 6 (1991, 1993, 1994, 1995, 1996, 1997) | 10            |
| Francisco Beltrão Futebol Clube | Francisco Beltrão    | Microrregião de Francisco Beltrão | Sétimo Lugar                                                               | Estádio Anilado                     | 10.200     | 0 (não possui)                         | 7             |
| Rio Branco Sport Club           | Paranaguá            | Litoral Paranaense                | Sexto Lugar                                                                | Estradinha                          | --         | 0 (não possui)                         | 31            |
| Ponta Grossa Esporte Clube      | Ponta Grossa         | Microrregião de Ponta Grossa      | Décimo Lugar                                                               | Estádio Germano Krüger              | 8.620      | 0 (não possui)                         | 5             |
| Iraty Sport Club                | Irati                | Microrregião de Irati             | Quarto Lugar                                                               | Estádio Coronel Emílio Gomes        | --         | 0 (não possui)                         | 15            |
| Associação Atlética Batel       | Guarapuava           | Microrregião de Guarapuava        | Vice Campeão do Campeonato Paranaense de Futebol de 1998 - Segunda Divisão | Estádio Waldomiro Gelinski          | 7.000      | 0 (não possui)                         | 9             |
| Malutrom                        | São José dos Pinhais | Região Metropolitana de Curitiba  | Campeão do Campeonato Paranaense de Futebol de 1998 - Segunda Divisão      | Estádio do Pinhão                   | 6.000      | 0 (não possui)                         | 1             |

## Classificação
- 1º Coritiba Foot Ball Club
- 2º Paraná Clube
- 3º Clube Atlético Paranaense
- 4º Malutrom SA
- 5º Francisco Beltrão Futebol Clube
- 6º Operário/Ponta Grossa
- 7º União Bandeirante Futebol Clube
- 8º Rio Branco Sport Club
- 9º Apucarana Atlético Clube
- 10º Associação Atlética Batel
- 11º Iraty Sport Club
- 12º Sociedade Esportiva Matsubara

## Regulamento
O Campeonato de 1999, composto por doze equipes na primeira fase se enfrentando em um único turno, oi oito melhores passariam para as quartas e os dois piores rebaixados, após isso quartas, semis e final, em ida e volta se necessário o terceiro jogo.

## Campeão
| Campeão Paranaense de 1999         |
| ---------------------------------- |
| Coritiba Foot Ball Club 30° Título |